# Combat Car Ml/М2
М1 (англ. Combat Car M1) — легкий танк США 1930-х років. Офіційно називався «бойовою машиною» або «бронеавтомобілем» (англ. Combat Car), оскільки створювався для кавалерії, а ексклюзивним правом на використання танків в той час володіла піхота. Був створений на основі легкого танка T5 в 1934–1935 роках, і серійно вироблявся з 1935 по 1940 рік. Всього було випущено 148 одиниць M1 в різних варіантах. Танки цього типу використовувалися до початку Другої світової війни, виключно для навчально-тренувальних цілей, і в бойових діях не застосовувалися.

## Модифікації
- Combat Car M1 (пізніше Light Tank M1) — базова версія з бензиновим двигуном двигуном W-670, випускалася в трьох варіантах, різняться комбінацією озброєння. Випущено 90 одиниць, включаючи прототип
- Combat Car M2 (пізніше Light Tank M1A2) — версія з дизельним двигуном «Гайберсон» T-1020 і зміненою конструкцією корпусу. Випущено 24 одиниці
- Combat Car M2 (пізніше Light Tank M1A1) — версія з двигуном W-670, але зміненою трансмісією і підвіскою. Виготовлено 34 одиниці.

## Машини на базі M1
Howitzer Motor Carriage T3 — самохідна гаубиця на шасі M1, озброєна 75-мм гарматою в повністю броньованій рубці. Був побудований єдиний зразок, який був відкинутий армією за результатами випробувань, через надмірну тісноти рубки.